# Rodland
Rod-land es un videojuego de plataformas creado por Jaleco a principios de 1990.

## Argumento
En el juego interpretamos el papel de un hada con una varita
que debe eliminar a todos los enemigos a golpes. También
contamos con una escalera que nos permite subir y bajar plataformas.

## Características
El juego es un arcade de plataformas que permite la participación de dos jugadores simultáneos.
Rod-land es una pequeña obra maestra en su género.
Destacan aspectos como su enorme adicción y sus coloridos gráficos,
en los que hasta los enemigos resultan simpáticos.
Rod-land fue versionado para las siguientes plataformas:
- Spectrum.
- Amstrad CPC.
- Commodore 64.
- Commodore Amiga.
- Nintendo NES.
- Nintendo Game Boy.

## Versión Arcade
Hay que destacar que la versión arcade de máquina recreativa (coin-op)
realmente eran dos juegos en uno. Cambiando una de las opciones
de configuración de la máquina los gráficos y la historia del juego cambiaban, pasando de un mundo de fantasía a un mundo futurista.
También era posible acceder a ese "mundo paralelo" terminando el juego. Entonces se mostraba en pantalla una combinación secreta de movimientos del joystick y botones que daban acceso al nuevo mundo.

## Versión Amstrad CPC
La conversión para este ordenador doméstico de 8 bits fue realizada por The Sales Curve con magníficos resultados.
El juego mantiene el colorido de la recreativa y permite la participación de dos jugadores simultáneos.
La pantalla del menú hereda el espíritu de la máquina manteniendo la música, el dibujo de fondo e incluso la tabla
de altas puntuaciones con los enemigos animados.
En los aspectos negativos mencionar la ligera lentitud del juego y que los enemigos finales han sido eliminados.
El número de pantallas también ha sido reducido ligeramente.
El juego realiza cargas para cada pantalla (cerca de 30) pero son tan ligeras que ni siquiera en la versión cinta
llegan a resultar molestas.